# 鶯谷町
鶯谷町（うぐいすだにちょう）は、東京都渋谷区の町名。「丁目」の設定のない単独町名である。

## 地理
渋谷区の南西部に位置する。北部は渋谷区桜丘町に接する。東部は、山手線の線路に接し、これを境に渋谷区渋谷に接する。南部は、渋谷区猿楽町に接する。西部は、渋谷区鉢山町に接する。同じ山手線沿線に鶯谷駅という駅があるが、当地とは全く別の場所である。オフィスビルや店舗なども見られるが町内は主に住宅地となっている。高級マンションなども見られる。

## 歴史
1928年（昭和3年）、渋谷町大字下渋谷字猿楽・大字中渋谷字並木前・長谷戸を合わせて大字鶯谷が成立した。1932年（昭和7年）渋谷区鶯谷町となる。1970年（昭和45年）住居表示が実施され、現在に至る。

### 地名の由来
地内の細流・三田用水鉢山口分水に架かっていた鶯橋に由来する。河川が通っていたため、桜丘、鉢山、代官山に囲まれた谷地となっている。

### 住居表示実施前後の町名の変遷
| 実施後 | 実施年月日   | 実施前（各町名ともその一部） |
| ------ | ------------ | ---------------------------- |
| 鶯谷町 | 1970年1月1日 | 鶯谷町、猿楽町、八幡通2      |

## 世帯数と人口
2024年（令和6年）12月1日現在（渋谷区発表）の世帯数と人口は以下の通りである。
- 世帯数 : 974世帯
- 人口 : 1,781人

### 人口の変遷
国勢調査による人口の推移。
| 年                 | 人口  |
| ------------------ | ----- |
| 1995年（平成7年）  | 1,343 |
| 2000年（平成12年） | 1,327 |
| 2005年（平成17年） | 1,273 |
| 2010年（平成22年） | 947   |
| 2015年（平成27年） | 1,850 |
| 2020年（令和2年）  | 1,943 |

### 世帯数の変遷
国勢調査による世帯数の推移。
| 年                 | 世帯数 |
| ------------------ | ------ |
| 1995年（平成7年）  | 634    |
| 2000年（平成12年） | 633    |
| 2005年（平成17年） | 663    |
| 2010年（平成22年） | 528    |
| 2015年（平成27年） | 995    |
| 2020年（令和2年）  | 1,021  |

## 学区
区立小・中学校に通う場合、学区は以下の通りとなる（2023年3月時点）。
| 番地 | 小学校             | 中学校             |
| ---- | ------------------ | ------------------ |
| 全域 | 渋谷区立猿楽小学校 | 渋谷区立鉢山中学校 |

## 交通
町内に鉄道駅はないが、渋谷駅や東急東横線・代官山駅が利用可能な範囲にある。

## 事業所
2021年（令和3年）現在の経済センサス調査による事業所数と従業員数は以下の通りである。
- 事業所数 : 202事業所
- 従業員数 : 2,162人

### 事業者数の変遷
経済センサスによる事業所数の推移。
| 年                 | 事業者数 |
| ------------------ | -------- |
| 2016年（平成28年） | 124      |
| 2021年（令和3年）  | 202      |

### 従業員数の変遷
経済センサスによる従業員数の推移。
| 年                 | 従業員数 |
| ------------------ | -------- |
| 2016年（平成28年） | 1,500    |
| 2021年（令和3年）  | 2,162    |

## 施設
- 乗泉寺
- うぐいす住宅
- 渋谷区立鉢山中学校
- 青山製図専門学校

## その他

### 日本郵便
- 郵便番号 : 150-0032[3]（集配局 : 渋谷郵便局[15]）。